# Бюгельный протез
Бю́гельный протез — условно-съёмный протез, который восстанавливает жевательную функцию, при этом давление распределяется между оставшимися зубами и слизистой оболочкой с подлежащей костной тканью беззубых участков альвеолярного отростка. Происходит от немецкого слова «bugel», что означает дуга.

## Составные части бюгельного протеза
Бюгельный протез состоит из:
- Каркаса
- Базиса с искусственными зубами

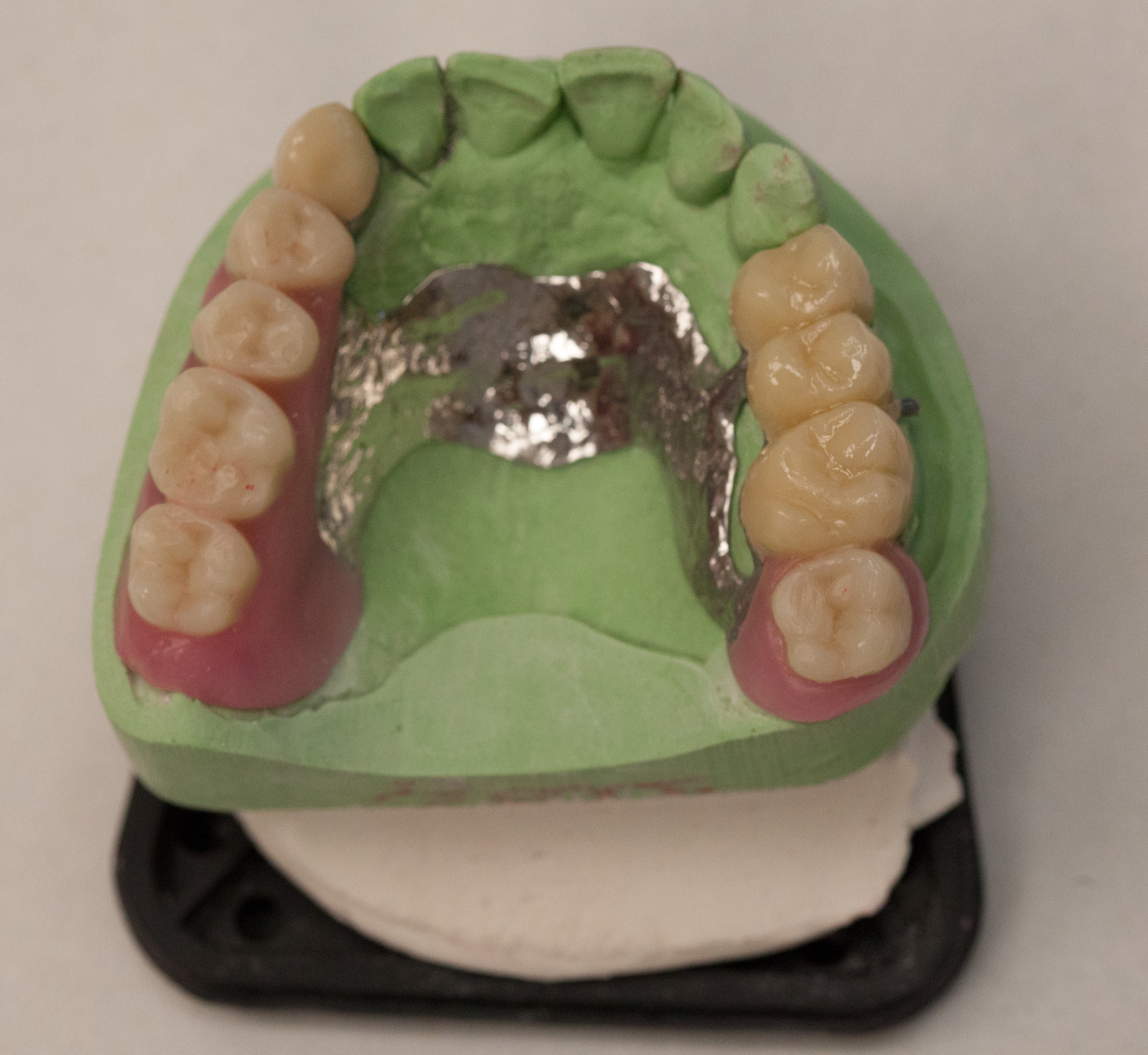
Бюгельный протез

Каркас изготавливают из сплавов КХС (кобальтохромовые сплавы), золота, платины. На верхней челюсти занимает бо́льшую площадь, чем на нижней. Каркас состоит из дуги, седла и кламмеров.
Дуга объединяет все элементы протеза и передаёт жевательное давление с одной стороны челюсти на другую. Наиболее благоприятная форма дуги — полукруглая или полуовальная. Место расположения дуги зависит от положения дефекта в зубном ряду. На верхней челюсти дуга имеет толщину 0,8-1,5 мм, ширину 4-8 мм. Отстоит от слизистой оболочки твёрдого нёба на 0,5 мм, располагается поперёк нёба между первыми молярами (1.6, 1.7, 2.6, 2.7). На нижней челюсти имеет толщину 1,5-1,7 мм, ширину 3-4 мм, отстоит от слизистой оболочки на 0,5-1 мм в зависимости от формы ската альвеолярного отростка.
Седло располагается в местах отсутствия зубов. Имеет сетчатое или решётчатое строение. Наличие отверстий делает фиксацию базиса бюгельного протеза к каркасу более прочной. Функция седла — удерживает базис с искусственными зубами.
Кламмера в бюгельных протезах выполняют опорно-удерживающую функцию и состоят из плеча, тела, отростка и окклюзионной накладки. Принято различать пять основных опорно-удерживающих кламмеров (кламмерная системы Нея, разработанная в 1949 году):
1. Кламмер Аккера (имеет 2 плеча, окклюзионную накладку, тело и отросток)
2. Кламмер Роуча (имеет 2 Т-образных плеча, окклюзионную накладку, тело и отросток
3. Комбинированный кламмер (имеет одно плечо как в кламмере Аккера, второе Т-образное плечо как в кламмере Роуча, окклюзионную накладку, тело и отросток)
4. Кламмер обратного действия (одно плечо, окклюзионную накладку, тело и отросток)
5. Круговой или кольцевой кламмер (одно плечо, две окклюзионных накладки, тело и отросток)

Кламмера, не входящие в систему Нея:
1. Шинирующий многозвеньевой
2. Кламмер Бонвиля

Виды кламеров бюгельного протеза в зависимости от технологии изготовления:
- Металлические литые - имеют хорошую прочность, но плохую эстетику- видны при улыбке и разговоре;
- Ацеталловые косметические - бывают белые и розовые - под цвет зуба или десны.

## Показания и противопоказания к бюгельному протезированию

#### Показания
- Отсутствие от 3 до 9 зубов в зубном ряду
- При дефектах зубного ряда по Кеннеди
- При здоровом состоянии клинической коронки опорных зубов
- При устойчивом состоянии опорных зубов
- При здоровой слизистой оболочки протезного ложа
- При правильном окклюзионном смыкании фиксированного прикуса

#### Противопоказания
- Высокое прикрепление уздечки языка на нижней челюсти
- Глубокий прикус
- Большая атрофия альвеолярного отростка и плоского нёба
- Непереносимость металла или пластмассы
- Значительный наклон в разные стороны опорных зубов
- Резко выраженный торус на верхней челюсти
- Отсутствие экватора зуба
- Недостаточная высота опорного зуба
- Ограниченные мануальные навыки (Болезнь Паркинсона и т. п.) в случае бюгельных протезов на замковых креплениях

## Преимущества и недостатки бюгельных протезов

#### Преимущества
- Зачастую не требует препарирования зубов
- Не нарушает тактильную и вкусовую чувствительность
- Быстрая адаптация
- Не раздражает слизистую оболочку полости рта
- Прочный
- Можно не снимать на ночь

#### Недостатки
- Трудоёмкий процесс изготовления
- Не могут быть дополнены в случае изменения конструкции в процессе протезирования

## Виды бюгельных протезов

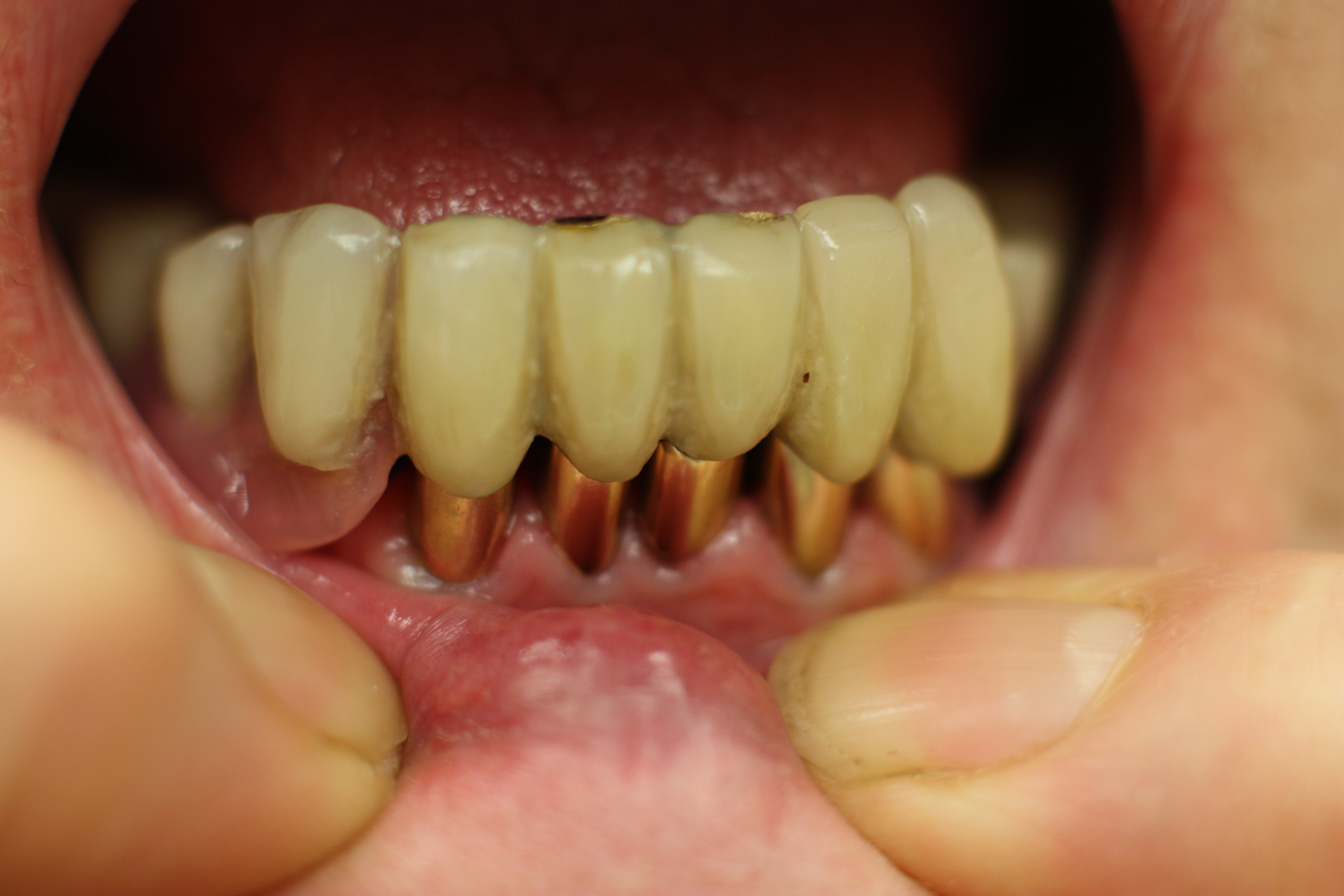
Бюгельные протезы на телескопических коронках

- Бюгельные протезы с кламмерами — протез удерживается на зубах с помощью крючков различной формы.
- Бюгельные протезы с замками
- Бюгельные протезы на телескопических коронках.